# Исабела (Порторико)
Исабела (шп. Isabela) је општина у америчкој острвској територији Порторико, острвској држави Кариба.

## Демографија
По попису из 2010. године број становника је 45.631, што је 1.187 (2,7%) становника више него 2000. године.
| Група             | 2000.          | 2010.          |
| Белци             | 355 (0,8%)     | 345 (0,8%)     |
| Афроамериканци    | 2.007 (4,5%)   | 3.419 (7,5%)   |
| Азијати           | 54 (0,1%)      | 65 (0,1%)      |
| Хиспаноамериканци | 44.009 (99,0%) | 45.193 (99,0%) |
| Укупно            | 44.444         | 45.631         |